# Radu Gherghe

Generalul Radu Gherghe.

Radu Gherghe (n. 19 septembrie 1886, Băilești – d. 2 ianuarie 1959, Băilești) a fost un general român, care a luptat în cel de-Al Doilea Război Mondial.
A fost înaintat în 31 martie 1938 la gradul de general de brigadă și în 24 ianuarie 1942 la gradul de general de divizie.
A deținut funcția de prefect al Poliției Capitalei până la 23 ianuarie 1942, când a fost înlocuit cu generalul Nicolae Pălăngeanu.

## Funcții deținute
- 1941 - Comandantul Diviziei 18.
- 1941 – 1942 - Prefectul Poliției București.
- 10 ianuarie 1942 – 20 martie 1943 - Comandntul Diviziei 1 Blindate.
- 1943 – 1944 - Directorul Înaltului Comandament al Școlilor Militare.
- 1944 - Comandantul Corpului 1 Armată.
- 1944 - Prizonier de Război.
- 1944 – 1945 - Comandantului Corpului de Vânători de Munte.

După instalarea guvernului Petru Groza generalul de corp de armată Radu Gherghe a fost trecut din oficiu în poziția de rezervă, alături de alți generali, prin decretul nr. 860 din 24 martie 1945, invocându-se legea nr. 166, adoptată prin decretul nr. 768 din 19 martie 1945, pentru „trecerea din oficiu în rezervă a personalului activ al armatei care prisosește peste nevoile de încadrare”.

## Decorații
- Ordinul „Coroana României” în gradul de Comandor (8 iunie 1940)[4]

## Legături externe
- Generals.dk - Radu Gherghe

## Vezi și
- România în Al Doilea Război Mondial